# Plowmanianthus
Plowmanianthus là một chi thực vật có hoa trong họ Commelinaceae.